# Apiloscatopse flavicollis
Apiloscatopse flavicollis is een muggensoort uit de familie van de Scatopsidae. De wetenschappelijke naam van de soort is voor het eerst geldig gepubliceerd in 1818 door Meigen.